# مقاطعة ديويل (نبراسكا)
مقاطعة ديويل (بالإنجليزية: Deuel County)‏ هي إحدى مقاطعات ولاية نبراسكا في الولايات المتحدة الأمريكية.